# バハマ・クレオール語
バハマ・クレオール語（バハマ・クレオールご）、もしくはバハマ語は、バハマ諸島、タークス・カイコス諸島、アメリカ合衆国フロリダ州のおよそ400,000人の人々に話されるクレオール言語である。タークス・カイコス諸島で話されるクレオール言語とは若干異なっている。
バハマ諸島における様々な島嶼、村々、コミュニティでばらつきがある。バハマ語は、バハマの白人と黒人両方に若干異なる形式ではあるが話される。
ほとんどのクレオール語と同様に、バハマ語は絶え間なく進化している。バハマにおける若者のスラングは、その多くをジャマイカ・クレオール語やAAVE（アフリカ系アメリカ人の口語英語）から借用している。
バハマ語はまた、ジャマイカ・クレオール語、パジャン、トリニダード・クレオール語やバージン諸島クレオール語などの、その他のカリブ海諸島の英語由来のクレオールと共通点を持っている。多くのバハマ人が、アメリカ独立戦争の後にガラ地域から島に連行された奴隷の子孫であるため、バハマ語は、サウスカロライナ州のガラ語とも著しく結び付いている。
バハマにおいては、バハマ語は「クレオール語」に属するものとは見做されない。これは、おそらくバハマ諸島へ、フランス語由来のクレオール言語のハイチ・クレオール語を母語とするハイチからの多くの移民がいるために、この混乱を引き起こしたと見られる。以前の植民地社会でその他のカリブ海諸島でも目撃されているように、バハマの口語がアメリカ合衆国のマスメディアに晒されたことと、教育の欠如によってより強い方言と結びついたことの結果として、バハマ語は著しい「脱クレオール化」を受けたと主張する学者もいる。
クレオール言語が話される多くの国々と同様、教育者の意見はクレオール言語を学校で教えるべきか否かで分かれる。現在の教育大臣は教師に標準英語を教えるよう助言しているが、バハマ語を享受し、それを尊重することを奨励している。
通常、多くのバハマ人は、バハマ語と標準英語を使い分けることができる。

## 代名詞の用法
一般的に、バハマ・クレオール語の代名詞は標準英語と同様である。しかしながら二人称複数は、
- yinna
- y'all
- all a ya

などの形をとることもある。また、三人称複数の "they" は "dey" と発音される。

### 所有限定詞
所有限定詞は標準英語と大きく異なっている。
| 標準英語    | バハマ・クレオール語 |
| ----------- | -------------------- |
| your        | you, ya, or yuh      |
| his or hers | he or she            |
| our         | we                   |
| their       | dey                  |

例文：
- Das yuh book? (Is that your book?)
- You see are tings? (Have you seen our things?)
- No, but das dey car over dere (No, but that's their car over there)

### 所有代名詞
| 標準英語      | バハマ・クレオール語 |
| ------------- | -------------------- |
| mine          | mine's               |
| yours（単数） | yorns                |
| his           | he own               |
| ours          | we own               |
| yours（複数） | yinnas               |
| theirs        | dey own or des       |

例文：
- Who book dis is? (Whose book is this?)

### その他の代名詞
標準英語で "only one" という代名詞は、バハマ・クレオール語では分離した形で表される。
- only me one sing (I'm the only one who sang)
- only you one was dere (You were the only one there)
- only him one went (He was the only one who went)
- only we one gone (We were the only ones who went)
- dey the only ones dat come (They were the only ones who came)

固有名詞の場合も同様である。
- Only Mary one gone to Nassau (Mary was the only one who went to Nassau)